# San Pedro (distrito de Ocros)
O Distrito peruano de San Pedro é um dos onze distritos que formam a Província de Ocros, situada no Ancash, pertencente a Região Ancash, Peru.

## Transporte
O distrito de San Pedro não é servido pelo sistema de estradas terrestres do Peru.